# ГЕС Фр'єйра
ГЕС Фр'єйра (ісп. Frieira) — гідроелектростанція на північному заході Іспанії. Розташована після ГЕС Кастрело, становить нижній ступінь у каскаді на найбільшій річці Галісії Міню.
Для роботи станції річку перекрили гравітаційною греблею висотою 33 метри та довжиною 194 метри, на спорудження якої пішло 118 тис. м3 матеріалу. Вона утворила водосховище з площею поверхні 4,4 км2 та об'ємом від 2,2 до 44 млн м3 (в залежності від рівня поверхні), при цьому корисний об'єм становить до 15 млн м3.
У 1970 році станцію обладнали двома турбінами типу Каплан загальною потужністю 130 МВт, які при напорі 23,5 метра можуть виробляти до 515 млн кВт·год електроенергії на рік.
Зв'язок з енергосистемою відбувається по ЛЕП, що працює під напругою 132 кВ.